# Шарль Маєр
Шарль Майер (фр. Charles Mayer; власне Карл Майєр, нім. Carl Mayer; 21 березня 1799, Кенінзберг — 2 липня 1862, Дрезден) — російсько-німецький піаніст і композитор.
Дитиною переселився з батьком-кларнетистом з Німеччини в Росію. Жив в Москві і Санкт-Петербурзі, навчаючись грі на фортепіано у своєї матері, а потім у Джона Філда. З 15-річного віку протягом багатьох років гастролював Європою. З 1819 року вів велику викладацьку діяльність в Петербурзі, де серед його учнів був М.І.Глінка, який потім згадував про Маєра: 
 Він більше за інших сприяв розвиткові мого музичного таланту… Він не обмежився тим тільки вимаганням від мене виразного і невимушеного виконання, вставав рішуче проти вишуканого і витонченого вираження в грі, але також, по можливості порівнюючи з тодішніми моїми поняттями, пояснюючи мені природно і без педантства переваги п'єс, відрізняючи класичні від гарних, а ці останні — від поганих. 
 У 1844 році стояв біля джерел першої спроби створення в Санкт-Петербурзі консерваторії (спроба завершилася невдачею і була успішно повторена Антоном Рубінштейном через майже 20 років). У 1850 році повернувся до Німеччини, влаштувавшись в Дрездені, де продовжив концертну та педагогічну кар'єру.
Написав два фортепіанні концерти, кілька сотень салонних і концертних п'єс для фортепіано, а також збірку вправ «Нова школа біглості» (нім. Neue Schule der Geläufigkeit).